# آن ويلكينسون (شاعرة)
آن ويلكينسون (بالإنجليزية: Anne Wilkinson)‏‏ (21 سبتمبر 1910 في تورونتو - 10 مايو 1961 ) شاعرة، ومحرِّرة، وكاتِبة من كندا.